# O2 Academy Glasgow
O2 Academy Glasgow (dawniej Carling Academy Glasgow) – sala koncertowa mieszcząca się przy 121 Eglinton Street w Glasgow na terenie Szkocji. Pojemność obiektu wynosi 2500 miejsc. Jest jedną z dwóch O2 Academy Glasgow. Drugą jest O2 ABC Glasgow.
Obiekt, obok Brixton Academy oraz O2 Academy Birmingham, wchodził w skład klubów muzycznych sponsorowanych przez Academy Music Group. Od listopada 2008 ma podpisaną umowę z operatorem brytyjskiej sieci komórkowej O2, przez co figuruje pod nową nazwą, zawartą na podstawie umowy sponsorskiej z korporacją koncertową Live Nation.

## Historia
Sala koncertowa mieści się w dawnym kinie New Bedford Cinema, który przeszedł gruntowny projekt renowacji, co pozwoliło włączyć do niego 2500 tysięczny obiekt. Został on otwarty w dniu 26 marca 2003. W dniu 6 listopada 2008 ogłoszono, że Telefónica Europe stała się nowym sponsorem wszystkich lokali wchodzących w skład Academy Music Group, a nazwy przemianowano na O2 Academy.
Swoje koncerty dawali tu między innymi Sepultura, The Black Eyed Peas, Lifehouse, Nightwish, Black Label Society, Sigur Rós, Alter Bridge, Bullet for My Valentine, Motörhead, Stone Sour, Steve Vai, The Smashing Pumpkins, Thin Lizzy, Stereophonics, Kelly Clarkson, Down, Ministry, Queensrÿche, Lamb of God, Lenny Kravitz, Massive Attack, Papa Roach, In Flames, Marilyn Manson, Machine Head, Theory of a Deadman, Airbourne, Alice in Chains, Limp Bizkit, The Black Keys, Deftones, Rob Zombie, Maroon 5, Queens of the Stone Age, Korn, Evanescence, Rise Against, Ghost, Black Stone Cherry, Chris Cornell, Anthrax, Gojira, Megadeth, Robert Plant, Slash.